# Sewellina reducta
Sewellina reducta is een eenoogkreeftjessoort uit de familie van de Leptopontiidae. De wetenschappelijke naam van de soort is voor het eerst geldig gepubliceerd in 1956 door Krishnaswamy.